# 葉嘉瑩
葉嘉瑩（英語：Florence Yeh Chia-ying，1924年7月2日—2024年11月24日），號迦陵，旗人（满洲正黄旗），中華民國和加拿大雙國籍，中國古典文學研究學者、詩詞作家。
1970年，葉嘉瑩在哈佛大學講課時寫成的《王國維及其文學批評》是中西比較文學理論的經典。另一名作《汪精衛詩詞中的精衛情結》是汪精衛詩詞少有的學界研究，從詩詞解讀汪精衛國民政府。
她在大學以講演魅力著稱，其中出版為錄像的有《葉嘉瑩古典詩詞講座》臺大公開課和《唐宋词十七讲》。

## 生平

### 家族
1924年7月2日，葉嘉瑩生於中華民國北平市察院胡同，出身蒙古族旗人，葉赫那拉氏，辛亥革命後改姓葉。祖父中興為光緒十八年壬辰科繙譯進士，正黃旗人，清末民初農工商部工務司備補主事。父親葉廷元為北京大學畢業生，是中國航空公司最早的員工。母親李玉洁婚前是女校教師。葉嘉瑩為長女，下有兩個弟弟：葉嘉謀、葉嘉熾。

### 文革前

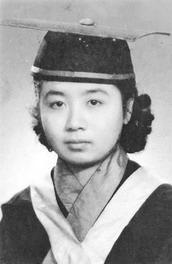
大學畢業照

1934年入北平篤志小學五年級。1935年入北平市立女二中（当时校址为教育街1号）。1941年考入北平輔仁大學國文系，師從詩詞名家顾随。1945年，葉嘉瑩從北平輔仁大學國文系畢業，即在北京數所女中任教。
葉嘉瑩的中學老師趙某相中了葉嘉瑩為弟弟的對象，1948年3月她與中華民國海軍任文職公務員的趙東蓀（？-2008）結婚，婚後在南京教書，11月隨中華民國政府遷台，居於海軍左營基地。
1950年丈夫被捲入匪諜案下獄，隔年自己亦被迫去職入獄，後轉到南部一所私立女中教書。1953年，因為國立臺灣大學大一國文系缺少能講純正中華民國國語的老師，而葉嘉瑩是北京人，北京话/国语（普通话）純正，所以被選中。之後兼授大二的歷代文選。因為大一国文得批改作文，課業太忙為她不喜。之後在淡江大學和辅仁大學教诗选、词选、杜甫诗、曲选。

### 文革後

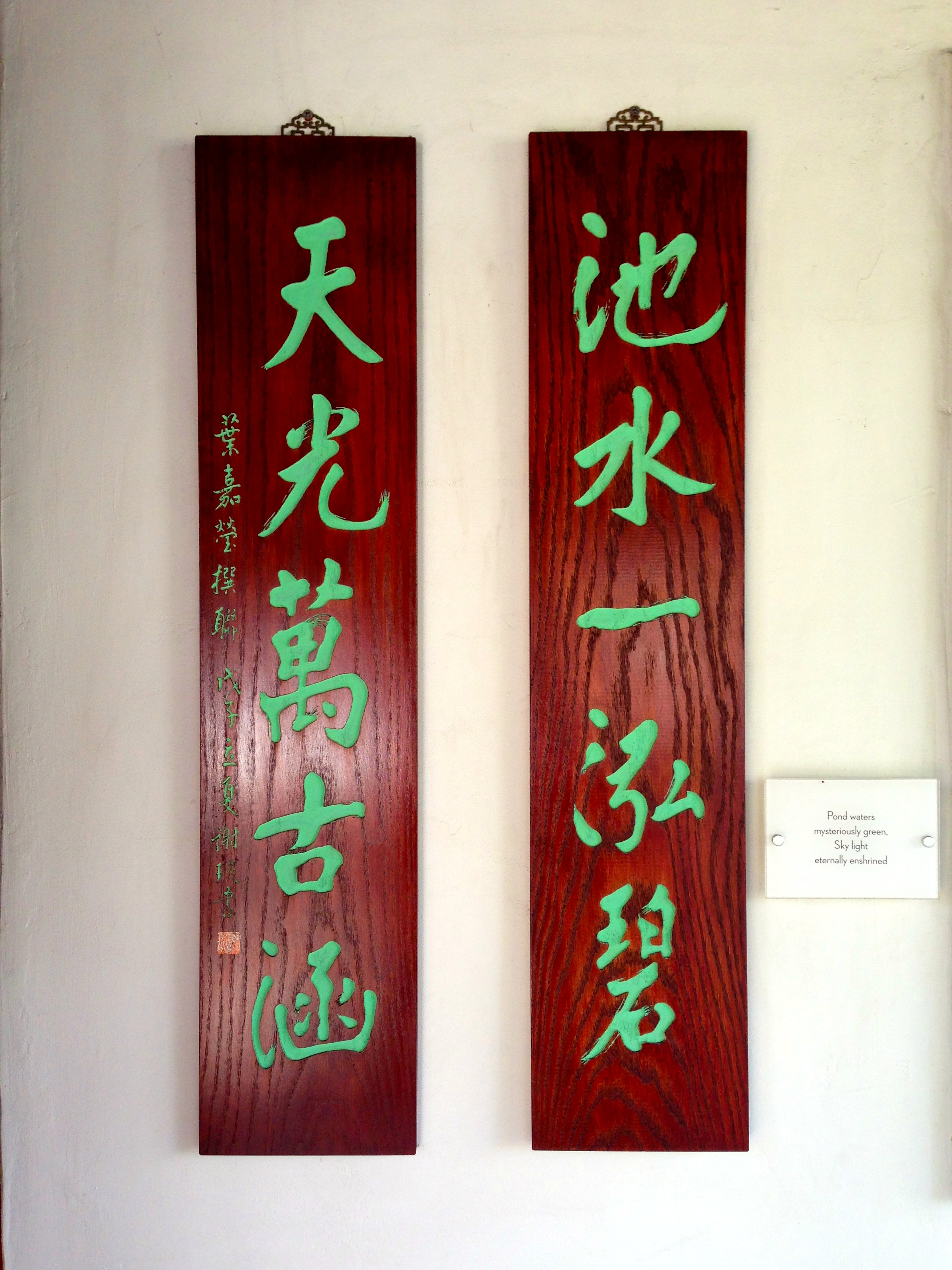
葉嘉瑩詩句「池水一泓碧，天光萬古涵」，攝於溫哥華中山公園

1966年中共發動文化大革命，與西方學術交流中斷，西方學術界遂邀請台灣學者。1966年，葉嘉瑩至美國密西根州立大學、哈佛大學任訪問學者，在哈佛大学与海陶玮教授合作研译中国诗词。由於訪問學者簽證無法帶父親去美國，故1969年舉家移民加拿大溫哥華。很快獲得不列顛哥倫比亞大學終身教授職位。1970年哈佛大學講課時寫成《王國維及其文學批評》，1978年出版。
1974年回北京探親。1977年第二次回北京探親時，遇上文革尾聲，那時年青人十年來被壓抑對圖書的渴求到處釋放，葉嘉瑩在火車上目睹年青人讀《唐詩三百首》，覺得可以在加拿大每年休假時去中華人民共和國短期教書。於是1979年於南開大學中文系執教三個月，當時大部份大學教師仍囿於文革式的講課格，葉嘉瑩的魅力令課室擠滿，學生紛紛偽造「聽課證」去聽課。
1979年起，在不列顛哥倫比亞大學的學校假期都會去中華人民共和國的大學兼課，期間也有去新加坡、英屬香港、台灣兼課。
1990年被授加拿大皇家學會院士，是該會有史以來第一個專攻中國古典文學的院士。
1991年應南開大學之邀，成立「中華古典文化研究所」並任所長。後來任南开大学终身校董。
2015年，葉嘉瑩定居南开大学在校内为其修建的迦陵学舍。
2020年自傳紀錄片《掬水月在手》獲第33屆中國電影金雞獎最佳紀錄片。
叶嘉莹於2024年11月24日15时23分在天津因病逝世，靈堂設在南開大學八里台校區逸夫圖書館，告別式定於同年11月30日上午十時在天津第一殯儀館濱河廳舉行。

## 文學研究
葉嘉瑩是少有涉足汪精衛詩詞的學者。由於汪精衛早年以刺殺大清攝政王載灃聞名，汪的幕僚認為汪的名詩「啣石成癡絕，滄波萬里愁。孤飛終不倦，羞逐海鷗浮。...慷慨歌燕市，從容作楚囚。引刀成一快，不負少年頭...」有荊軻的烈士意識。葉嘉瑩（2009）剖析汪精衛國民政府既然不求身後名，應介定為精衛填海的情結。
2013年葉嘉瑩審訂汪精衛詩詞集《雙照樓詩詞藳》並作序時，評價汪用其一生来实践他詩作的精神。
由於王國維的作品涉及中西的比較文學理論，葉嘉瑩對王國維作品的研究也是她涉及最多西方文學理論的作品，也是她用了最多精力研究的。

## 作品
葉嘉瑩幾十冊的作品集出版過幾次。其中文學批評結集為《迦陵論詩叢稿》、《迦陵論詞叢稿》等。

## 講演
她以演講魅力著稱，大學演講整理成《葉嘉瑩古典詩詞講座》臺大公開課（2014），其中就包括了名作《汪精衛詩詞中的精衛情結》。北京大學出版社《迦陵講演集》七冊叢書（2015）結集了：
- 1987年在北京、沈陽及大連三地講演稿整理為《唐宋詞十七講》，2017年出版同名錄像DVD。
- 1989年台灣大安出版社出版四冊《唐宋名家詞賞析》，後來又分拆為《唐五代名家詞選講》、《北宋名家詞選講》出版。
- 1994年在新加坡国立大学講演整理為《清代名家詞選講》。
- 2002年在南開大學講演稿整理為《南宋名家詞選講》。
- 2005年1月天津電視台《名師名課》節目講演稿整理為《詞之美感特質的形成與演進》。
- 其他零散演講稿整理為《迦陵說詞講稿》。

## 逸事

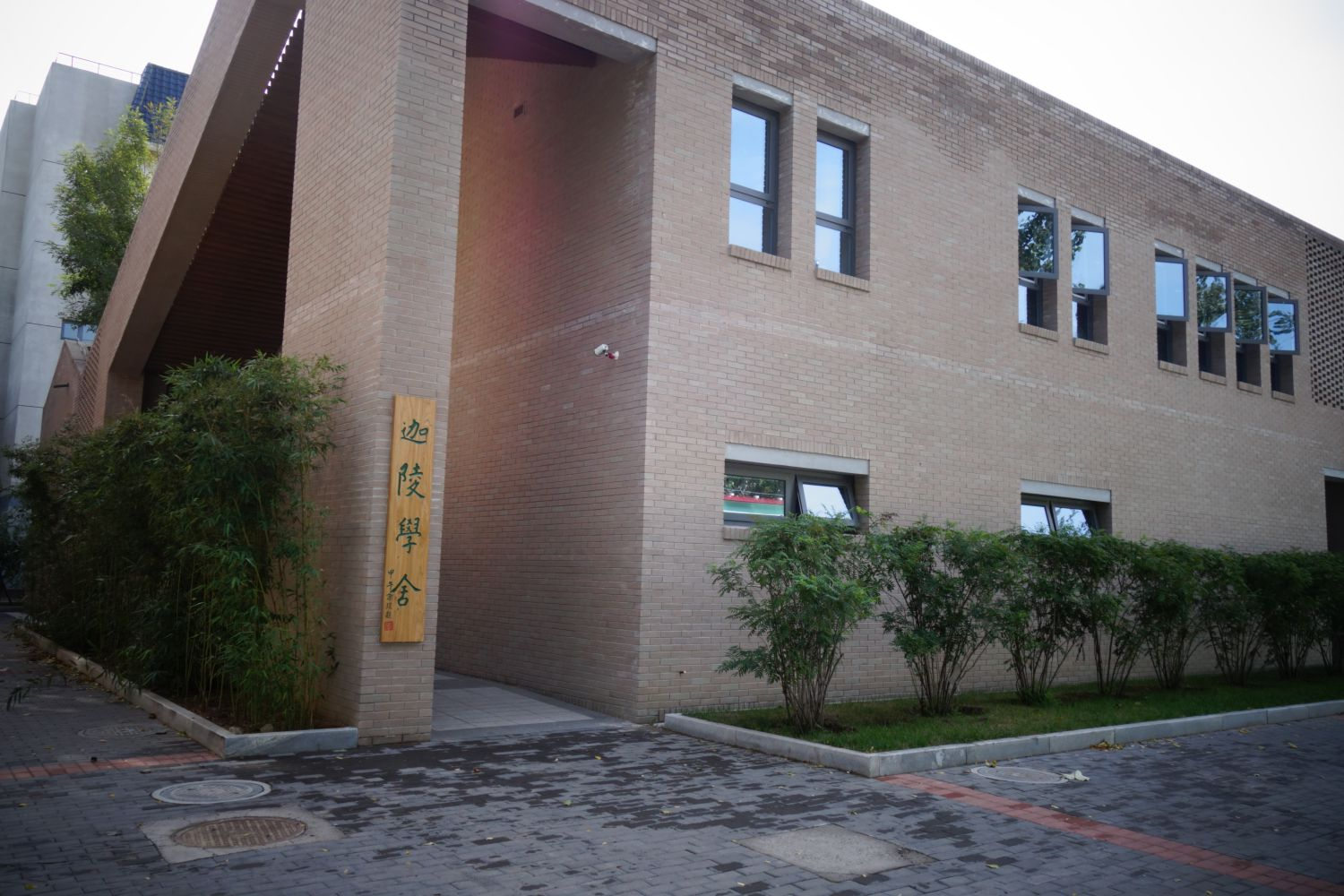
葉嘉瑩在南开大学的居所——迦陵学舍

1969年定居加拿大温哥華，2014年搬出，居住在天津南开大学为其修建的迦陵学舍。她在溫哥華居住約45年之久。
葉嘉瑩每次往返加拿大與中國，她都自費坐經濟艙，講課也分文不取。
1997年起，叶嘉莹以恩师顾随的名号—驼庵设立「叶氏驼庵奖学金」，专门激励学生研习古典诗。
2013年11月28日至12月29日台北國家圖書館展出「葉嘉瑩手稿著作暨影像展」。同期在國立臺灣大學圖書館展出「葉嘉瑩教授手稿資料展」。
2020年10月21日，在《中國青年報》刊登《把不懂詩的人接到詩裡來》。

## 荣誉
- 1991年，获授加拿大皇家学会院士，成为该学会有史以来唯一中国古典文学院士。[29]
- 2005年，天主教輔仁大學傑出校友[30]
- 2008年12月，荣获首届“中华诗词终身成就奖"。
- 2013年10月，荣获“中华之光——传播中华文化年度人物奖"。[31]
- 感动中国2020年度人物

## 相關
- 迦陵學舍

### 學生
- 白先勇
- 陳映真
- 席慕蓉
- 蔣勳